# TMF Dance
TMF Dance (anciennement "TMF Party") est une chaîne thématique numérique qui fait partie de MTV Networks Benelux.
La station, ainsi que les canaux TMF Pure, TMF NL et Nick Jr. lancé le 1er mai 2005. La station a envoyé un mélange non-stop de musique de danse. Le 31 décembre 2011, toutes les chaînes de TMF, y compris TMF Dance, soulevé parce que MTV voulait renforcer sa propre marque.[Quoi ?]